# Garret Kusch
Garret Andrew Kusch (Richmond, Colúmbia Britânica, 26 de setembro de 1973) é um ex-futebolista profissional canadense que atuava como atacante.

## Carreira
Garret Kusch se profissionalizou no Vancouver 86ers, em 1995.

## Seleção
Garret Kusch integrou a Seleção Canadense de Futebol na Copa das Confederações de 2001.

## Títulos
Canadá
- Copa Ouro da CONCACAF de 2000